# Heraclia separata
Heraclia separata là một loài bướm đêm trong họ Noctuidae.